# Kabel eins
kabel eins (literalmente Cable uno) es un canal de televisión abierta alemán propiedad del grupo ProSiebenSat.1 Media. Basa su programación en series y cine.

## Historia
El canal fue lanzado el 29 de febrero de 1992 como Der Kabelkanal (El canal de cable). Comenzó emitiendo solamente a través del servicio de televisión por cable de Deutsches Bundespost (más adelante, Deutsche Telekom). Para hacer más atractivo el canal, Deutsche Telekom formó una empresa conjunta con Leo Kirch, que le suministraría programación. Desde el 24 de diciembre de 1994, el canal pasó a llamarse Kabel 1, y fue cambiando poco a poco su programación pasa pasar a ser un canal en abierto libre a través de sus plataformas habituales.
Actualmente el canal se ha diversificado, y mientras que Sat.1 emite programas de producción propia y ProSieben las series americanas, Kabel Eins se centra en series americanas clásicas, aquellas que no tuvieron el éxito esperado en ProSieben como Médium o Los Soprano, y comedias de situación como Friends o ALF . También ha adquirido los derechos de otros programas anteriormente pertenecientes a RTL II y además emite documentales y programas divulgativos.
Desde el 31 de enero de 2010, Kabel eins lanzó su señal en alta definición a través del satélite Astra HD + y en Kabel Deutschland para Alemania en HD.

## Programación
La programación de kabel eins consiste principalmente en largometrajes y series de televisión, además de formatos de entretenimiento , documentales, programas de reportajes y emisión de informativos.

## Logotipos

1992-1994
1997-1999
2005-2008
2008-2011
2011-2015
Desde 2015
Desde 2015 (Señal HD)

## Audiencias
En el año 2010 consiguió su mejor resultado debido a la emisión de largometrajes en horario de máxima audiencia y la emisión de comedias estadounidenses. A continuación se muestran las audiencias de los últimos años.
|      | Enero | Febrero | Marzo | Abril | Mayo | Junio | Julio | Agosto | Septiembre | Octubre | Noviembre | Diciembre | Media Anual |
| ---- | ----- | ------- | ----- | ----- | ---- | ----- | ----- | ------ | ---------- | ------- | --------- | --------- | ----------- |
| 2010 | 3.8%  | 3.8%    | 3.9%  | 3.9%  | 3.9% | 3.3%  | 4.1%  | 4.6%   | 4.1%       | 3.9%    | 3.7%      | 4.1%      | 3.9%        |
| 2011 | 3.9%  | 3.6%    | 3.7%  | 3.8%  | 3.8% | 4.3%  | 3.9%  | 4.1%   | 4.3%       | 4.4%    | 4.0%      | 3.9%      | 4.0%        |
| 2012 | 3.7%  | 4.0%    | 4.1%  | 4.2%  | 3.8% | 3.5%  | 3.9%  | 3.9%   | 3.9%       | 4.0%    | 4.0%      | 4.0%      | 3.9%        |
| 2013 | 3.8%  | 3.9%    | 4.0%  | 3.9%  | 4.1% | 4.1%  | 4.0%  | 4.2%   | 3.8%       | 4.0%    | 3.9%      | 3.8%      | 4.0%        |
| 2014 | 3.7%  | 3.7%    | 3.9%  | 3.8%  | 4.0% | 3.4%  | 3.6%  | 4.0%   | 3.9%       | 3.8%    | 3.8%      | 3.5%      | 3.8%        |
| 2015 | 3.5%  | 3.6%    | 3.6%  | 4.1%  | 3.9% | 4.2%  | 4.0%  | 3.9%   | 3.8%       | 3.7%    | 3.7%      | 3.9%      | 3.8%        |
| 2016 | 3.4%  | 3.7%    | 4.1%  | 3.8%  | 4.0% | 3.6%  | 3.8%  | 3.6%   | 3.8%       | 3.9%    | 3.7%      | 3.7%      | 3.8%        |
| 2017 | 3.5%  | 3.4%    | 3.4%  | 3.5%  | 3.4% | 3.6%  | 3.5%  | 3.3%   | 3.5%       | 3.6%    | 3.3%      | 3.5%      | 3.4%        |
| 2018 | 3.3%  | 3.2%    | 3.4%  | 3.5%  | 3.8% | 3.1%  | 3.2%  |        |            |         |           |           |             |

Fuente :Kommission zur Ermittlung der Konzentration im Medienbereich (KEK)
Leyenda :
Fondo verde : Mejor resultado histórico.
Fondo rojo : Peor resultado histórico.